# Ferdinand Geißlinger
Ferdinand Geißlinger (* 31. Oktober 1891 in Wien; † 9. März 1969 ebenda) war ein österreichischer Bundesbahnbeamter und Politiker (ÖVP). Geißlinger war von 1945 bis 1953 Abgeordneter zum österreichischen Nationalrat.
Ferdinand Geißlinger besuchte die Volksschule und wechselte danach an ein Gymnasium. Er trat 1908 in den Dienst der k. k. Staatsbahndirektion Wien und arbeitete als Bundesbahnbeamter. Geißlinger war Vorstandsmitglied der christlichen Arbeiterbewegung und Vorsitzender-Stellvertreter der österreichischen Eisenbahnergewerkschaft. Er hatte zudem die Funktion eines Vorstandsmitglied des Österreichischen Arbeiter- und Angestelltenbundes (ÖAAB) inne und war zudem Obmann der Sektion Verkehr des Österreichischen Arbeiter- und Angestelltenbundes. Geißlinger wurde am 19. Dezember 1945 als Abgeordneter zum Nationalrat angelobt und vertrat die ÖVP bis zum 18. März 1953 im Nationalrat.